# オースミレパード
オースミレパード（Osumi Leopard、1991年4月26日 - 2010年4月9日）は日本の競走馬。2022年現在日本のサラブレッド最高齢勝利記録（16歳5か月）を保持している。中央競馬三冠馬ナリタブライアンと同い年・同馬主（2002年夏まで）である（未対戦）。

## 経歴
馬齢は2000年以前は旧年齢表記、2001年以降は現年齢表記で記述する。

### 競走馬時代

#### 中央競馬時代
当初は中央競馬の栗東トレーニングセンターに所属。1993年10月16日に京都競馬場の新馬戦（ダート1400メートル）でデビューするが、スターマンから0秒3遅れの4着に敗れる。続く2戦目の新馬戦（ダート1400メートル）で勝利を挙げ、4戦目の1994年4月3日の4歳500万円以下（阪神・ダート1200メートル）でオープンクラス入りし、以後4回芝コースの競走に使われるがやまゆりステークス（4歳900万円以下）の2着が最高で、その後はダートの競走を中心に使われるようになる。9月3日の函館日刊スポーツ杯（函館・4歳以上900万円以下・ダート1700メートル）で勝利して以降はほぼ追い込み脚質となった。
5歳となった翌1995年も一定間隔でレースを使われ、5月14日の下鴨ステークス（京都・4歳以上1500万円以下・ダート1800メートル）で勝利しオープン入りする。夏にふたたび1500万円以下に降級するが、10月29日のアンドロメダステークス（京都・ダート1800メートル）を格上挑戦で勝利する。このときの出走馬にはアドマイヤボサツ（東京大賞典）、キソジゴールド（オグリキャップ記念、武蔵野ステークス）といったダート巧者がいた。
6歳・7歳時は、ときおり善戦はするものの展開に左右されやすい追い込み脚質が災いし差し届かず2・3着にとどまることが多かった。1997年10月11日のオパールステークス（京都・ダート1800メートル）で、まくりが決まって約2年ぶりの勝利をおさめるが、その後左前脚に屈腱炎を発症。地方競馬の高知競馬場に移籍することになった。

#### 高知競馬時代
2002年8月までは山路秀則の所有であったが、秋以降は福留砂子所有となった。当時、高知には同い年のナムラコクオーも在籍しており、重賞では勝てないものの一般競走ではときおり勝っていたため2006年までA級に属していた。
2004年11月6日の一般競走を最後に勝利から遠ざかっていたため、2006年10月にD級に降級となり、その直後の12月9日に行われた南国土佐はちきん特別（D4、ダート1300メートル、4着）への出走で、ヒサトモが保持していた日本のサラブレッド系競走における最高齢出走記録（15歳6か月）をほぼ半世紀ぶりに15歳7か月へ更新した。
その後も走るたびに最高齢出走記録を更新し続け、16歳となった2007年には、200回目の出走となった3月11日の安藤農園自然薯特別（D2、ダート1400メートル）で2年4か月ぶりに勝利し、日本のサラブレッド系競走における最高齢勝利記録をも更新した。さらに、同年6月10日（Eロ、ダート1300メートル）、7月15日（E3、ダート1400メートル）、9月23日（D7、ダート1300メートル）でも勝利し、自身の記録を16歳5か月まで更新した。
2007年11月11日に出走したあと屈腱炎を再発し、引退した。

### 引退後
引退後は脚の状態から乗馬にも不適と判断され、九州で処分される予定であったが、寸前のところで土佐黒潮牧場の牧場主に引き取られ、同牧場で功労馬として余生を送った。2010年4月9日、神経障害（老衰）のため死亡したことが同牧場のブログ内で発表された。19歳没。

## その他
- 中央競馬在籍時は、出走するたびに関西テレビの競馬解説者大坪元雄から名前を「オースミパレード」と間違われ続けていた[要出典]。
- 6歳2月までの主戦騎手は西浦勝一で、彼の最終騎乗日の騎乗馬の1頭となった[11]。
- 最高齢出走記録については、2016年11月3日にクラベストダンサーによって記録を更新された[12]。

## 血統表
| オースミレパードの血統（ノーザンテースト系／Nearco 5×5=6.25%、Lady Angela5×4=9.38%〈父内〉、Bull Lea5×5=6.25%〈父内〉） | オースミレパードの血統（ノーザンテースト系／Nearco 5×5=6.25%、Lady Angela5×4=9.38%〈父内〉、Bull Lea5×5=6.25%〈父内〉） | オースミレパードの血統（ノーザンテースト系／Nearco 5×5=6.25%、Lady Angela5×4=9.38%〈父内〉、Bull Lea5×5=6.25%〈父内〉） | （血統表の出典）    | （血統表の出典） |
| 父 アンバーシャダイ 1977 鹿毛 早来町                                                                                    | 父の父*ノーザンテースト Northern Taste 1971 栗毛 カナダ                                                                 | Northern Dancer 1961 | Nearctic            | Nearctic         |
| 父 アンバーシャダイ 1977 鹿毛 早来町                                                                                    | 父の父*ノーザンテースト Northern Taste 1971 栗毛 カナダ                                                                 | Northern Dancer 1961 | Natalma             |                  |
| 父 アンバーシャダイ 1977 鹿毛 早来町                                                                                    | 父の父*ノーザンテースト Northern Taste 1971 栗毛 カナダ                                                                 | Lady Victoria 1962 | Victoria Park       | Victoria Park    |
| 父 アンバーシャダイ 1977 鹿毛 早来町                                                                                    | 父の父*ノーザンテースト Northern Taste 1971 栗毛 カナダ                                                                 | Lady Victoria 1962 | Lady Angela         |                  |
| 父 アンバーシャダイ 1977 鹿毛 早来町                                                                                    | 父の母*クリアアンバー Clear Amber 1967 黒鹿毛 アメリカ                                                                  | Ambiopoise 1958 | Ambiorix            | Ambiorix         |
| 父 アンバーシャダイ 1977 鹿毛 早来町                                                                                    | 父の母*クリアアンバー Clear Amber 1967 黒鹿毛 アメリカ                                                                  | Ambiopoise 1958 | Bull Poise          |                  |
| 父 アンバーシャダイ 1977 鹿毛 早来町                                                                                    | 父の母*クリアアンバー Clear Amber 1967 黒鹿毛 アメリカ                                                                  | One Clear Call 1960 | Gallant Man         | Gallant Man      |
| 父 アンバーシャダイ 1977 鹿毛 早来町                                                                                    | 父の母*クリアアンバー Clear Amber 1967 黒鹿毛 アメリカ                                                                  | One Clear Call 1960 | Europa              |                  |
| 母 キョウエイシェアー 1978 芦毛                                                                                         | 母の父*フォルティノ Fortino 1959 芦毛 フランス                                                                          | Grey Sovereign 1948 | Nasrullah           | Nasrullah        |
| 母 キョウエイシェアー 1978 芦毛                                                                                         | 母の父*フォルティノ Fortino 1959 芦毛 フランス                                                                          | Grey Sovereign 1948 | Kong                |                  |
| 母 キョウエイシェアー 1978 芦毛                                                                                         | 母の父*フォルティノ Fortino 1959 芦毛 フランス                                                                          | Ranavalo 1954 | Relic               | Relic            |
| 母 キョウエイシェアー 1978 芦毛                                                                                         | 母の父*フォルティノ Fortino 1959 芦毛 フランス                                                                          | Ranavalo 1954 | Navarra             |                  |
| 母 キョウエイシェアー 1978 芦毛                                                                                         | 母の母*グリーンパスチヤーズ Green Pastures 1969 芦毛 アイルランド                                                       | Palestine 1947 | Fair Trial          | Fair Trial       |
| 母 キョウエイシェアー 1978 芦毛                                                                                         | 母の母*グリーンパスチヤーズ Green Pastures 1969 芦毛 アイルランド                                                       | Palestine 1947 | Una                 |                  |
| 母 キョウエイシェアー 1978 芦毛                                                                                         | 母の母*グリーンパスチヤーズ Green Pastures 1969 芦毛 アイルランド                                                       | Comedy 1962 | Milesian            | Milesian         |
| 母 キョウエイシェアー 1978 芦毛                                                                                         | 母の母*グリーンパスチヤーズ Green Pastures 1969 芦毛 アイルランド                                                       | Comedy 1962 | Mrs Siddons F-No.10 |                  |